# حق الشخصية
حق الشخصية يشير إلى بشكل عمومي إلى ما يشير إليه مصطلح «حق الإشهار» الذي هو حق الفرد في أن يملك السيطرة على الاستخدام التجاري لاسمه أو سمعته أو صورته أو أي معالم أخرى تحدد شخصيته. على خلاف حقوق الملكية فإن حقوق الشخصية تبقى فاعلة حتى بعد الموت (أو وفقا للقوانين النافذة).
تقسم حقوق الشخصية عادة إلى نوعين هي : حق الإشهار وهو حق الحفاظ على صورة الفرد أو شخصيته من أن تستثمر تجاريا دون الحصول على إذن منه أو تعويض مادي بشكل مشابه للعلامات التجارية، وحق الخصوصية أو حق أن يبقى الإنسان بمفرد حريته وأن لا تستخدم شخصيته بشكل عام دون الحصول على إذن منه.

## تصنيف
يتألف حق الشخصية عمومًا من نوعين من الحقوق: الحق في الدعاية والحق في الحفاظ على شكل الشخص وصورته من الاستغلال التجاري دون إذن أو تعويض مادي، وذلك يشبه استخدام العلامة التجارية والحق في الخصوصية، أو الحق في احترام خصوصية الشخص وألّا تُطرح شخصيته علنًا دون إذنه. وقد وسّعت السطات القضائية للولايات المتحدة هذه الحقوق إلى حد كبير.
من التبريرات الشائعة لهذا المبدأ هو مفهوم الحقوق الطبيعية والفكرة القائلة بأن كل فرد يجب أن يتمتع بالحق الكامل في السيطرة على كيفية تسويق شخصيته من قبل أطراف خارجية. يكون الدافع عادة من القيام بمثل هذا التسويق هو المساعدة على زيادة المبيعات أو الشهرة لمنتج أو خدمة ما، والتي عادة ما ترتقي إلى شكل من أشكال الخطاب التجاري (والذي بدوره يتلقى أدنى مستوى من التدقيق القضائي). إذا انتهك شخص ما هذا الحق فيجب عليه الخضوع لدعوى قضائية.

## القانون المدني والهيئات القضائية للقانون العام
على عكس السلطات القضائية المنفذة للقانون العام فإن معظم سلطات القانون المدني لديها أحكام مدنية محددة تحمي صورة الفرد وبياناته الشخصية وغيرها من المعلومات الخاصة بشكل عام. تم إصدار استثناءات من حقوق الخصوصية العامة عند التعامل مع أخبار الشخصيات العامة. وهذا يعني انه في حين قد تنتهك خصوصية المواطن العادي عند الحديث عن السجلات الطبية الخاصة به، إلا أنه من المسموح عمومًا الإبلاغ عن التفاصيل الخاصة في حياة المشاهير والسياسيين.
يكون حق الشخصية في القانون المدني قابلَا للتوريث عادةَ وذلك خلافًا لمعظم بنود القانون العام، وبالتالي يمكن للمرء أن يقدم شكوى ضد شخص ينتهك خصوصية قريبه المتوفي إذا تم تشويه ذكرى شخصيته.
تطور حق الشخصية من مفاهيم القانون العام للملكية والتعدي والأذى المتعمّد. وهكذا يعتبر حق الشخصية بشكل عام قانون يعتمد بشكل أساسي على القضاة على الرغم من وجود سلطات قضائية تكون فيها بعض جوانب حقوق الشخصية مشرعة قانونيًا. لا يتم التفريق بين حقوق الدعاية وحقوق الخصوصية بوضوح لدى بعض السلطات القضائية وتستخدم مصطلح حق الدعاية بشكل عام. إن المسألة التي يجب النظر بها في قضية حقوق الدعاية هي ما إذا كان تم تضليل قسم كبير من الجمهور ودفعه للاعتقاد (بشكل غير صحيح) بأنه قد تم إبرام اتفاق تجاري بين المدعي والمدعى عليه حيث وافق بموجبه المدعي على الإعلان الذي يتضمن صورته أو يستغل سمعته. يمررُ ذلك اقتراحًا بأن المدعي قد وافق على منتجات المدعى عليه أو سمح بها أو يمكنه التحكم في تلك المنتجات بطريقة أو بأخرى.
وأفضل ما يوضح معنى القانون هو القضايا الرئيسية في هذا المجال.

## السطات القضائية الخاصة بكل بلد

### كندا

#### الحماية القانونية
```
سنّت مقاطعات 
كولومبيا البريطانية
 
ومانيتوبا
 
ونيوفاوندلاند ولابرادور
 
وساسكاتشوان
 تشريعات الخصوصية التي تتعلق بحقوق الشخصية
[
4
]
 والتي تمتلك السمات التالية:
[
5
]
```

1. يتم انتهاك حق الشخصية من خلال استخدام اسم الشخص أو شكله أو صوته (يوجد في مقاطعة كولومبيا البريطانية تعريف أكثر تقييدًا).
2. يجب تحديد هوية المدعي في القضاء أو يتم تحديد هويته عن طريق الاستغلال الذي تم لشخصيته.
3. لا يمكن أن يحصل أي استغلال لشخصية إلا إذا كان المدعى عليه ينوي ارتكاب الخطأ مسبقًا.
4. يجب أن يؤدي استخدام المدعى عليه لشخص المدعي إلى مكسب أو فائدة للمدعى عليه (يوجد في مقاطعة كولومبيا البريطانية شروط أكثر تقييدًا تتعلق فقط بالمكاسب التجارية).
5. لا يحتاج التعدي على حق الشخصية إلى دليل على الأضرار.
6. ونذكر فيما يلي دفاعات قانونية في قوانين المقاطعات الأربع: (1) موافقة المدعي مسبقًا على استخدام شخصيته (2) أن استخدام شخصية المدعي كان استخدامًا عرضيا ثانويًا من أجل ممارسة حق مشروع في الدفاع عن شخص آخر أو ممتلكات (3) أن الاستخدام كان مصرحًا به أو مطلوبًا بموجب قانون المقاطعة أو من المحكمة أو من أي عملية قضائية في المحاكم (4) أنّ التعدي كان من قبل ضابط يتصرف أثناء قيامه بواجباته. يوفر قانون مقاطعة مانيتوبا بعض دفاعات الإضافية.

#### القانون العام في المقاطعات
ينص القانون العام الكندي على حق شخصية محدود. تم الاعتراف به لأول مرة في قرار محكمة أونتاريو عام 1971، حيث رأت المحكمة أنه عندما يكون الشخص لديه قيمة شكلية قابلة للتسويق وتم استخدامها بطريقة توحي بتفضيل منتج فذلك يعتبر انتهاك لحق الشخصية. تم توسيع هذه الحقوق لاحقًا في عام1977 حيث اعتبرت المحكمة أن حق الشخصية يتضمن كلًا من الصورة والاسم.
خلُصَت محكمة الاستئناف في أونتاريو في عام 1998 أن مجرد الكتابة عن شخص ما (حتى بهدف تحقيق ربح) لا تشكل انتهاكًا لحق الشخصية. لا يزال القانون العام الذي يخص انتهاك حق الشخصية قيد التطوير، ويتم في الوقت الحالي مناقشته ليتم الاعتراف به في جميع دوائر القانون العام مع بعض المميزات:
1. التأكيد على حق الملكية في التسويق الحصري للحصول على عائدات تسويق شخص ما لشخصيته وصوره واسمه.
2. هناك دائما شرط قابلية تحديد المدعي.
3. يجب أن يكون فعل انتهاك الشخصية مقصودًا لكي يستعين المدعي بالقانون العام.
4. يجب أن يكون المدعى عليه قد تصرف من أجل تحقيق مكسب تجاري.
5. توجد مسألة مختلف عليها وهي ما إذا كان القانون العام الذي يخص انتهاك حق الشخصية قابلاً للتنفيذ في حد ذاته أو إذا كان يجب إظهار الأضرار الناتجة عن الانتهاك.
6. تنتهي حقوق الخصوصية عند الوفاة، لكن حقوق الشخصية قابلة للتوريث.
7. لا يكون المُدعى عليه مسؤولاً عن فعل انتهاك حق الشخصية في القانون العام في الحالات التالية: (1) وافق المدعي مسبقًا على استخدام شخصيته (2) استخدام حقوق شخصيته كان مجرد استخدام ثانوي لهدف آخر (3) المنشور يعنى بموضوع المصلحة العامة.

#### محافظة كيبيك
أدخل القانون المدني الجديد في كيبيك أحكامًا جديدة في عام 1994 تكرس الحق في الخصوصية:
| حق الشخصية | يمتلك كل شخص حقوق الشخصية مثل الحق في الحياة والحق في حصانة وسلامة شخصه والحق في احترام اسمه وسمعته وخصوصيته. وهذه الحقوق غير قابلة للعزل. | حق الشخصية |

يمكن اعتبار الأفعال التالية انتهاك لخصوصية الشخص:
1. دخول أو أخذ أي شيء من مسكن شخص ما.
2. اعتراض أو استخدام اتصالاته الخاصة عن قصد.
3. الاستيلاء على أو استخدام صورته أو صوته أثناء وجوده في أماكن خاصة.
4. مراقبة حياته الخاصة بأي طريقة.
5. استخدام اسمه أو صورته أو شكله أو صوته لغرض آخر غير المعلومات المشروعة للجمهور.
6. استخدام مراسلاته أو كتاباته أو وثائقه الشخصية الأخرى.[8]

### قبرص
يمكن للأشخاص الذين تم تصويرهم في صور فوتوغرافية في قبرص أن يرفضوا استخدام الصور في الإعلانات أو نشرها في المجلات، حتى لو كانت الصور مأخوذة في مكان عام.

### الدنمارك
```
ينص الفصلان 26 و 27 من قانون العقوبات الدنمركي على حقوق شخصية محددة. وقد أصدرت وكالة حماية البيانات الدنماركية الحكومية إعلانًا يخصُّ نشر صور مأخوذة لأشخاص في منطقة عامة على الإنترنت:
[
9
]
```

تُعرَّف الصورة الشخصية على أنها صورة هدفها وصف شخص أو عدة أشخاص محددين. ومع ذلك يمكن تضييق حقوق الشخصية للشخصيات المشهورة أو المعروفة.

### فرنسا
يمتلك حق الشخصية في فرنسا الحماية بموجب المادة 9 من القانون المدني الفرنسي. على الرغم من أن حقائق وصور الشخصيات العامة المعروفة ليست محمية بشكل عام، إلا أن استخدام صورة شخص ما أو تاريخه الشخصي ممنوع بموجب القانون الفرنسي. ربما تكون أكثر الحالات شهرة في التاريخ الحديث هي نشر كتاب عن فرانسوا ميتران (François Maurice) بعنوان السر الكبير (Le Grand Secret) الذي نشرَ فيه طبيب ميتران منشورات لم تكشف حقائق خاصة حول حياة ميتران فقط بل كشفت أيضًا عن حالات طبية يحميها قانون علاقة الطبيب بالمرضى.

### ألمانيا
يتم حماية حق الشخصية في ألمانيا بموجب القانون المدني الألماني، ويسمح مفهوم (الشخص المعروف في التاريخ المعاصر) بتصوير الأفراد الذين يشكلون جزءًا من التاريخ ولكن يمنحهم القانون بعض الحماية لحقوقهم في الخصوصية خارج المجال العام.

### اليونان
تشمل القوانين اليونانية ذات الصلة بحق الشخصية القوانين (57 AK) و (2472/1997). ونذكر فيما يتعلق بالتصوير الفوتوغرافي:
- التقاط صورة لشخص في مكان عام: يتطلب ذلك موافقته. إن التقاط صورة أو مقطع فيديو لشخص ما أو رسمه في لوحة دون إذن هو عمل غير قانوني وفقًا للمادة 57 من القانون المدني اليوناني حتى دون أي نشر الصورة أو الفيديو أو الرسم. يفترض القانون أنّ الموافقة قد تم تقديمها ضمنًا إذا تم دفع رسوم للمصوِر في جلسة التصوير. كما ينصّ القانون على بعض الاستثناءات للأشخاص ذوي التاريخ المعاصر. ويُطبق القانون 2472/1997 أيضًا في العديد من الظروف حتى في حالة تصوير المسيرات السياسية في الأماكن العامة أو في حالة تصوير الشرطة، كما تطلب اليونان من المصورين الحصول على تصريح حكومي قبل تصوير الأشخاص المشاركين في الاحتجاجات السياسية في الأماكن العامة.
- نشر صور شخص في مكان عام: يتطلب ذلك موافقته. قد يكون نشر صور ضباط الشرطة بطريقة يمكن التعرف عليهم من خلالها اثناء ضربهم المدنيين في الأماكن العامة مخالفًا للقانون (2472/1997) ويجب على هذا النحو تحويل هذه الصور إلى السلطات لمراجعتها.[13]
- الاستخدام التجاري لصورة منشورة لشخص في مكان عام: يتطلب ذلك موافقته.

### جزيرة غيرنزي
```
تم إصدار قانون جيرنزي المتعلق بحق الشخصية في 3 كانون الأول عام 2012، والذي وثق حق الشخصية بالإضافة إلى الصور المرتبطة بهذه الشخصية. يتم تعريف كلمة الصورة على نطاق واسع ويمكن أن تدل على أيّ من السمات الشخصية مثل الشكل أو السلوكيات أو الصوت أو اللقب.
```

### هونج كونج
لا يوجد في هونغ كونغ كما هو الحال في معظم السلطات القضائية الأخرى المنفذة للقانون العام حق شخصية منفصل. تتعلق القضية الرئيسية في هذه النقطة بمغني الكانتوبوب والممثل (آندي لاو - Andy Lau) مع بنك (هانغ سنغ - Hang Seng) بسبب الاستخدام غير المصرح به لصورة لاو على بطاقات الائتمان، مما أدى إلى ملاحظة أن قانون حق الشخصية الموجود في هذه المحاكم القضائية محدود جدًا.

### جامايكا
أقرّت المحكمة العليا لجامايكا ضمن قضية متعلقة بممتلكات بوب مارلي جرت عام 1994 بحقوق الشخصية التي بقيت بعد موته.

### كوريا
في حين يقول محامي كوري أن حق الشخصية موجود إلى حد ما، إلا أن القضايا المرفوعة لتطبيق هذه الحقوق ضد مراكز التسوق لم تنجح.

### جمهوريةالصينالشعبية
```
تم إصدار حق الشخصية في 
جمهورية الصين الشعبية
 بموجب القانون. ووفقًا للمادتين 99 و 100 من المبدأ العام للقانون المدني لجمهورية الصين الشعبية فإن حق الاسم وحق الصورة هي من الحقوق المحمية. يمنع استغلال صورة شخص ما للاستخدام التجاري دون موافقة ذلك الشخص.
```

### جنوب افريقيا
يتمتع حق الشخصية في جنوب افريقيا بالحماية بموجب قانون جنوب إفريقيا الجنائي ودستور الحقوق الذي يحمي أيضًا حقوق حرية التعبير وحرية إنشاء الجمعيات.

### اسبانيا
وفقًا للوكالة الإسبانية فإن جمع صور شخص ما ونشرها على الإنترنت دون موافقته قد تشكل انتهاكًا خطيرًا لقانون حماية البيانات الذي يُعاقب عليه القانون بغرامة لا تقل عن 60 ألف يورو. ووفقًا لصحيفة (العالم - El Mundo) فإن وكالة حماية البيانات قد قررت التحقيق بشكل تلقائي بقضايا نشر صور الأشخاص على الإنترنت دون موافقتهم.

### الولايات المتحدة
```
يعتبر حق الدعاية في 
الولايات المتحدة
 حقًا قائمًا على قانون الدولة، ويمكن أن يختلف الاعتراف بالحق من ولاية إلى أخرى بسبب الفدرالية. يتعلق الأساس المنطقي لحق الدعاية في الولايات المتحدة بالخصوصية والاستخدام الاقتصادي. تستند هذه الحقوق على قانون الضرر والأسباب الأربعة لإلحاق الضرر هي: 1) التطفل على العزلة الجسدية. 2) النشر العلني للمواضيع الخاصة 3) انتهاك حق الاسم أو الشكل.
[
18
]
```

يمكن الاعتراف بحق الدعاية من خلال القانون العام في الولايات التي ليس لها قانون محدد للإعلان. لقد تطور حق الدعاية بسرعة بسبب وجود تاريخ كبير من القضايا المنشورة في الولايات المتحدة وحول العالم.